# De Stoopjes
De Stoopjes is een Nederlands feestduo, bestaande uit Annelies Burgers en Harold (Harry) Stoop. Het in 2005 opgerichte duo is afkomstig uit Geldrop. Ze zijn vooral bekend van de YouTube-hit De Achtbaan uit 2011.
In 2013 droegen De Stoopjes bij aan het nummer “Clean This Shit Up!”, een benefietnummer dat tot stand kwam door een samenwerking tussen 3FM en het Rode Kruis. Dit was onderdeel van het jaarlijkse benefietprogramma van radiozender 3FM, “Serious Request”, dat zich inzet om kindersterfte door diarree tegen te gaan.
In april 2016 werden De Stoopjes in het programma Holland's Got Talent met hun liedje De Discjockey 2.0 na een optreden van een minuut uitgeschakeld. In 2022 brachten ze een nieuwe versie uit van De Achtbaan.
Sinds enkele jaren zijn De Stoopjes een vaste waarde op de Mega Kermis Uden, waar ze ook de videoclip Naar de Kermis uit 2016 hebben opgenomen.

## Discografie

### Albums
- Zing maar mee met de Stoopjes (2025)
- Voor alle momenten (2021)

### Singles
| Nummer                                          | Jaar | Album                         |
| ----------------------------------------------- | ---- | ----------------------------- |
| Ik Wil Je Elke Dag                              | 2025 | Zing maar mee met de Stoopjes |
| Een Kind Is Net Een Speeltuin                   | 2025 | Zing maar mee met de Stoopjes |
| Het Was In Griekenland                          | 2025 | Zing maar mee met de Stoopjes |
| Bananenlied                                     | 2025 | Zing maar mee met de Stoopjes |
| Niemand Zal Mijn Tranen Zien                    | 2025 | Zing maar mee met de Stoopjes |
| Ik Wil Nooit Meer Zonder Jou                    | 2025 | Zing maar mee met de Stoopjes |
| Hoe Kan Ik Jou Ooit Vergeten                    | 2025 | Zing maar mee met de Stoopjes |
| Dans Met Mij De Sirtaki                         | 2025 | Zing maar mee met de Stoopjes |
| Springen                                        | 2025 | Zing maar mee met de Stoopjes |
| Zing Maar Met De Stoopjes Mee                   | 2025 | Zing maar mee met de Stoopjes |
| Al Ben Je Dan Geen 20 Meer                      | 2025 | Zing maar mee met de Stoopjes |
| Het Was Er Maar 1 Teveel                        | 2025 | Zing maar mee met de Stoopjes |
| De Achtbaan (Hardstyle Versie)                  | 2025 |                               |
| 'n Kind Is Net 'n Speeltuin                     | 2024 | Single                        |
| Springen                                        | 2023 | Single                        |
| Bananenlied                                     | 2023 | Single                        |
| De Achtbaan 2.0                                 | 2021 | Voor alle momenten            |
| Liefde Is Niet Te Koop                          | 2021 | Voor alle momenten            |
| Liesje Heb Jij Je Fietsie Nog                   | 2021 | Voor alle momenten            |
| Ik Mis Je Zo                                    | 2021 | Voor alle momenten            |
| Je Moet Genieten                                | 2021 | Voor alle momenten            |
| Zangeres Zonder Naam Medley                     | 2021 | Voor alle momenten            |
| Hoe Kan Ik Jou Ooit Vergeten                    | 2021 | Voor alle momenten            |
| Dat Komt Allemaal Door Jou                      | 2021 | Voor alle momenten            |
| Onze Liefde Was Mooi                            | 2021 | Voor alle momenten            |
| Een Paar Voor Heel Ons Leven                    | 2021 | Voor alle momenten            |
| De Laatste Dans                                 | 2021 | Voor alle momenten            |
| Wij Met Zijn Twee                               | 2021 | Voor alle momenten            |
| Vertrek Nu Maar                                 | 2021 | Voor alle momenten            |
| Dans Nog 1 Keer Deze Tango                      | 2021 | Voor alle momenten            |
| Niet Kniezen Niet Zeuren                        | 2018 | Single                        |
| Bellenblazen                                    | 2017 | Single                        |
| Een Hit Op TV Oranje                            | 2016 | Single                        |
| Naar de Kermis                                  | 2016 | Single                        |
| Arriba Ole                                      | 2015 | Single                        |
| De Discjockey 2.0                               | 2015 | Single                        |
| We Are The World Wide Web - Clean This Shit Up! | 2013 | 3FM Serious Request           |
| Met De Stoopjes Aan De Zwier                    | 2013 | Single                        |
| Samen Spelen                                    | 2011 | Single                        |
| De 8-baan                                       | 2011 | Single                        |